# 尤小平
尤小平（1958年—），浙江瑞安人，汉族，中华人民共和国政治人物、第十二届全国人民代表大会浙江地区代表，浙江省温州市工商联副会长。
毕业于中国地质大学经济学专业，加入中国共产党。担任华峰集团董事局主席、总裁，浙江华峰氨纶股份有限公司董事长。2008年起担任全国人大代表。2013年，被选为全国人大代表。